# Noasaurus leali
Il noasauro (Noasaurus leali Bonaparte & Powell, 1980) è un dinosauro carnivoro vissuto nel Cretaceo superiore (Maastrichtiano, circa 70 milioni di anni fa) in Argentina.

## Un artiglio enorme

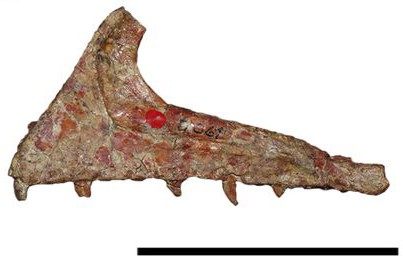
Mascella di Noasaurus

Il nome di questo dinosauro significa "lucertola del Nordovest dell'Argentina", dalla regione in cui i suoi resti sono stati ritrovati, nel 1980. Essi sono molto frammentari, ma fanno supporre che l'animale fosse di piccole dimensioni, e includono un mascellare stranamente alto, un quadrato piuttosto robusto e soprattutto una falange unita a un grande artiglio ricurvo. José Bonaparte e Jaime Powell, che per primi descrissero questo animale, ritennero che questo artiglio fosse posizionato nelle zampe inferiori, e funzionasse in modo analogo ai dromeosauridi dei continenti settentrionali, nonostante le due strutture fossero decisamente diverse.

## Nuove scoperte
Bonaparte e Powell, inoltre, a causa della forma della mascella compresero che questo piccolo dinosauro, lungo circa 2,4 metri, potesse essere imparentato con una linea di grandi predoni sudamericani appena scoperta, gli abelisauridi. Le rilevanti peculiarità di Noasaurus, però, indussero i due paleontologi a classificarlo in una famiglia a sé stante, quella dei noasauridi. Molti anni più tardi, nel 2001, la scoperta di un animale molto simile in Madagascar chiarì il probabile aspetto del noasauro: il nuovo fossile, denominato Masiakasaurus knopfleri, era noto attraverso resti più completi che mostravano come il presunto artiglio degli arti posteriori era in realtà posizionato sulle zampe anteriori dell'animale. E così doveva essere anche in Noasaurus.

## Descrizione e comportamento
Il noasauro doveva avere un corpo piuttosto lungo e zampe posteriori muscolose e sottili, anche se non troppo allungate. Le zampe anteriori, invece, erano robuste e fornite di formidabili artigli con i quali il noasauro ghermiva le prede. Il collo sottile era sormontato da una grossa testa armata di denti lunghi e ricurvi.
Il noasauro è stato scoperto in prossimità di molti resti di uccelli enantiorniti: con tutta probabilità questi ultimi erano le prede favorite del piccolo predatore.